# Orthosia junctoides
Orthosia junctoides là một loài bướm đêm trong họ Noctuidae.